# Brita Laurelia
Brita Christina Laurelia, född 1712, död 1784, var en svensk författare, boktryckare och tidningsutgivare. Hon utgav Carlskrona Weckoblad 1754-58 och 1766-69, och var ägare av Amiralitetstryckeriet i Karlskrona under samma tid. 
Hon var gift först med boktryckaren Johan Vinqvist (1714-1754) och 1758 med amiralitetslöjtnanten Anders Tranfelt (d. 1766).
Hon författade och utgav tillfällesdikt. Hon redigerade också tidningar och tidskrifter. Hennes förste make grundade år 1754 Carlskrona Weckoblad. När han avled samma år tidningen grundades, övertog hon rörelsen och tidningen, som hon drev fram till sitt andra giftermål, när hennes andre make övertog rörelsen i egenskap av hennes förmyndare, då hon i enlighet med dåtida lag omyndigförklarades vid sitt giftermål. Vid sin andre makes död 1766 utgav hon återigen tidningen biträdd av Adolph Friedrich Neuman.  
När hennes dotter Maria Christina Vinqvist (d. 1821) gifte sig med överstyrmannen och löjtnanten Paul Strandell, överlät hon 1769 rörelsen på sin svärson, som skötte den till sin död 1785, varpå den övergick till hennes dotter, som skötte den till sitt omgifte 1790 med majoren Carl Fromhold Swinhufvud (d. 1818), och efter hans död återigen övertog det.